# Pavetta lanceolata
Pavetta lanceolata är en måreväxtart som beskrevs av Christian Friedrich Frederik Ecklon. Pavetta lanceolata ingår i släktet Pavetta och familjen måreväxter. Inga underarter finns listade i Catalogue of Life.